# Guàrdia mora
La Guàrdia mora va ser una unitat militar d'elit, d'origen marroquí, que va exercir les funcions de guàrdia personal de Francisco Franco en el transcurs de la Guerra Civil Espanyola, així com els primers anys del seu règim. Estava formada per soldats elegits d'entre les forces de l'exèrcit d'Àfrica, i es van caracteritzar pels seus uniformes pomposos. Amb el temps, la Guàrdia es va convertir en un dels símbols de la dictadura franquista.

## Història
L'origen d'aquesta unitat es troba en el context de la Guerra Civil Espanyola, concretament en el moment en què el general Francisco Franco es va convertir en comandant de l'exèrcit d'Àfrica. Al capdavant d'aquesta unitat, Franco es va traslladar a l'altra banda de l'estret de Gibraltar, des d'on les seves tropes van iniciar l'avenç cap a Madrid. L'octubre de 1936, quan Franco va ser nomenat cap d'Estat per part del bàndol rebel en un acte a Burgos, el futur dictador s'hi va presentar acompanyat d'una escorta formada per soldats marroquins muntats en cavalls. Des d'aquell moment, Franco va començar a presentar-se en esdeveniments públics flanquejat per una escorta de guàrdies marroquins. L'historiador britànic Paul Preston ha assenyalat que la Guàrdia mora es va convertir en un símbol per si mateixa, a més de mostrar-se com el millor exemple del nou poder que s'estava construint al voltant de la figura de Franco.
Reflex del creixent poder que la seva Guàrdia pretoriana va adquirir a l'Espanya franquista, Franco va arribar a prohibir les imatges que denigraven els seus soldats marroquins de cara al públic espanyol. En acabar la Guerra civil, bona part de l'Exèrcit d'Àfrica va ser llicenciat o retornà al Protectorat del Marroc, però un selecte grup de soldats i oficials es van mantenir a la península, servint com a guàrdia de protecció del dictador. Quan Franco va traslladar la seva residència oficial a Madrid, la Guàrdia mora també el va seguir, i un cop establerts a la capital van arribar a comptar amb una caserna permanent al Palau Reial d'El Pardo, residència oficial del dictador.
La Guàrdia mora va ser dissolta el 1956 després de la independència del Marroc.